# Muhammadqodir Hamroliyev
Muhammadqodir Hamroliyev (* 6. Juli 2001 in Fargʻona) ist ein usbekischer Fußballspieler.

## Karriere

### Verein
Vom FK Dinamo Samarkand aus wechselte Hamroliyev Anfang 2022 auf Leihbasis zum FK Olympic Tashkent, wo er bis zum Ende des Jahres blieb. Seit Februar 2023 steht er bei Paxtakor Taschkent unter Vertrag, wo er in der Saison 2022/23 die Meisterschaft gewann.

### Nationalmannschaft
Ab Oktober 2021 kam Hamroliyev in der usbekischen U23 zum Einsatz und gehörte auch zum Kader bei der Asienmeisterschaft 2022, bei der er in allen Partien seiner Mannschaft zum Einsatz kam. Am Ende unterlag Usbekistan im Finale gegen Saudi-Arabien mit 0:2. Auch bei der Asienmeisterschaft 2024 stand er im Kader und kam bei dem Turnier in allen Spielen seines Teams zum Einsatz. Diesmal erzielte er ein Tor und gab zwei Vorlagen. Erneut erreichte man das Finale, welches diesmal mit 0:1 gegen Japan verloren ging. Dies reichte aber aus, dass sich seine Mannschaft erstmals in ihrer Geschichte für das Turnier bei den Olympischen Sommerspielen 2024 qualifizierte.
Mit einer Olympiaauswahl bestritt er zuvor schon das Fußballturnier der Asienspiele 2022, bei dem er mit seinem Team die Bronzemedaille gewann. Er kam bei fünf von sechs möglichen Spielen zum Einsatz.
Sein Debüt für die A-Nationalmannschaft gab er am 25. Dezember 2023 bei einem 4:1-Freundschaftsspielsieg über Kirgisistan, bei dem er in der Startelf stand und zur zweiten Halbzeit für Golib Gaybullaev ausgewechselt wurde. Bei der Asienmeisterschaft 2024 gehörte er auch zum Kader, wurde aber einzig bei der Viertelfinalniederlage gegen Katar in der 105. Minute für Azizbek Turgunboev eingewechselt.